# Platecarpus
Platecarpus ist eine Gattung mittelgroßer Mosasaurier aus der Zeit der Oberkreide.

## Merkmale

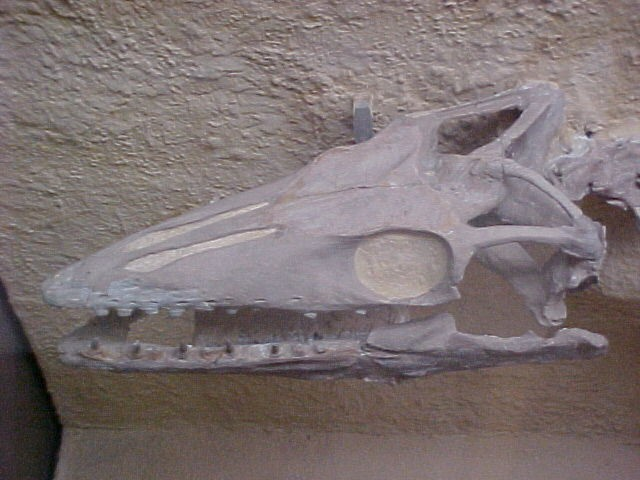
Schädel von Platecarpus im Peabody Museum of Natural History

Die Tiere wurden etwa sieben Meter lang und hatten einen hochbeweglichen Schädel mit relativ kleinen und schlanken Zähnen, die einen runden Querschnitt zeigten. Mit Ausnahme des Schädels war das Skelett sehr unspezialisiert. Der Körper war relativ gedrungen, die Flossen breit. Der Schwanz trug an seinem Ende, ähnlich wie die Ichthyosaurier, eine große hypocerke Schwanzflosse mit großem unteren und kleinem oberen Lobus, die von der nach unten abgeknickten Wirbelsäule gestützt wurde.

## Lebensweise
Wahrscheinlich ernährten sich die Tiere von kleinen Fischen und Belemniten. Fischschuppen sind als Mageninhalt fossil belegt.
Es ist umstritten, ob Platecarpus ein Bewohner flacher Gewässer war oder sehr tief tauchte. Poröse Knochen, die von vielen Fossilien dokumentiert sind, wurden als nekrotisch und Folge der Dekompressionskrankheit interpretiert. Später fand man, dass die Knochenmikrostruktur der Rippen mit dem Leben im Flachwasser im Zusammenhang gestanden haben könnte.

## Arten
- Platecarpus tympaniticus Cope, 1869 Typusart
- Platecarpus coryphaeus (Cope 1872)
- Platecarpus ictericus (Cope 1871), aus der Niobrara-Formation (Kansas)
- Platecarpus planifrons (Cope 1874)
- Platecarpus bocagei (Antunes 1964), Angola, früheste Form von Platecarpus